# 하산 알리 카이레

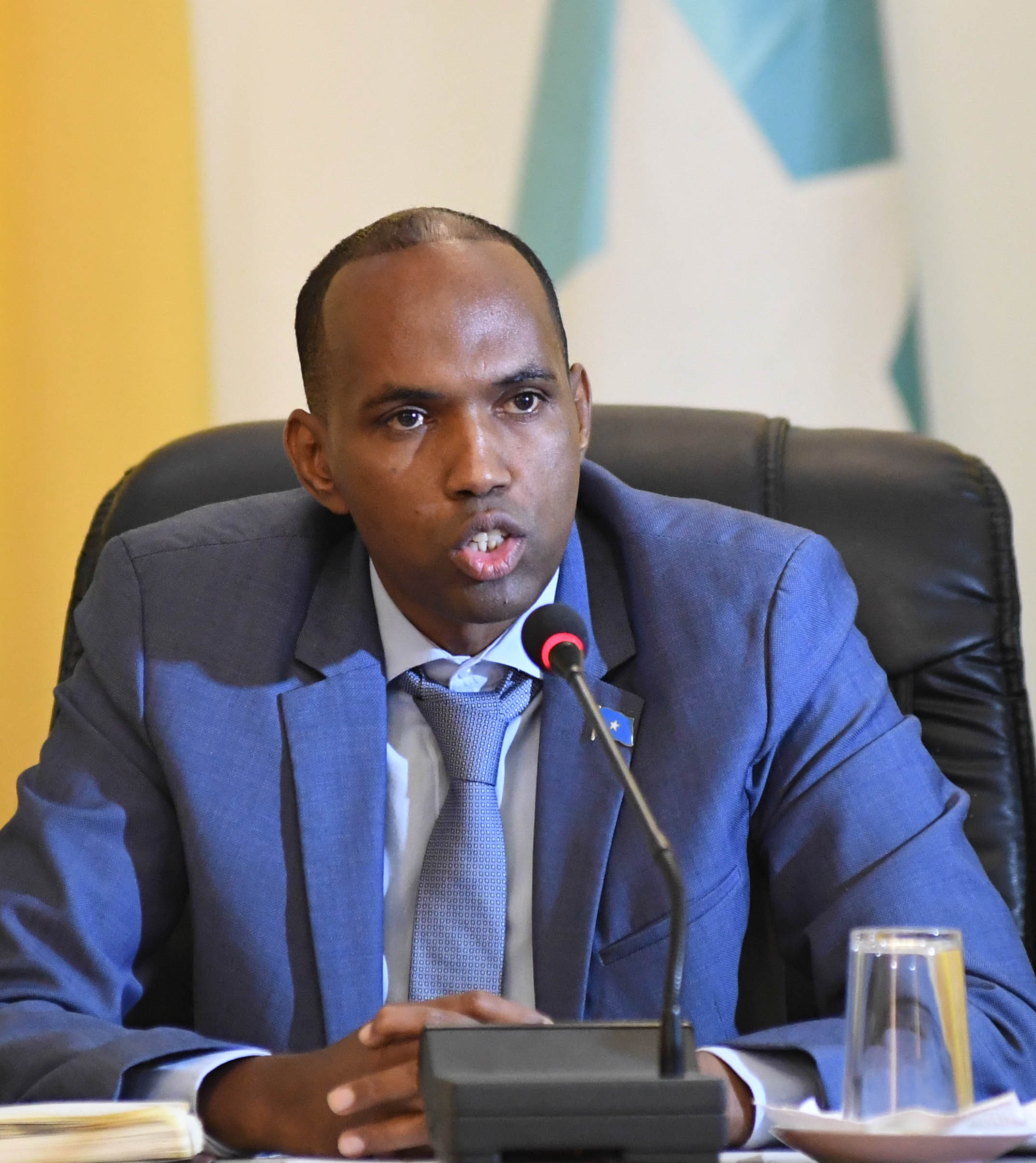
하산 알리 카이레

하산 알리 카이레(소말리어: Xasan Cali Khayre, 1968년 4월 15일 ~ )는 소말리아의 총리이다. 2017년 3월부터 역임 중이다. 그는 소말리아 내전으로 노르웨이로 피난했으며, 1994년 오슬로 대학교에 진학한 바가 있다.